# 濱本由惟
濱本由惟（日语：／ Hamamoto Yui，1998年7月28日—），日本女子桌球運動員、模特兒。她是2016年世界乒乓球團體錦標賽日本代表成員之一，幫助日本獲得女團亞軍。現代表奧地利參加國際賽事。
她的父親是排球運動員，身高191公分。母親則是前中國乒乓球運動員楊菲。

## 主要比賽最佳成績

### 單打
- 世界巡迴賽：亞軍（2016年比利時公開賽、2016年奧地利公開賽）
- 亞洲青少年錦標賽：半準決賽（2013年、2015年）
- 世界青少年巡迴賽：冠軍（2013年韓國青少年公開賽）

### 雙打
- 世界巡迴賽：準決賽（2016年波蘭公開賽）
- 世界巡迴賽年終賽：冠軍（2016年）
- 世界青少年巡迴賽：準決賽（2011年中華台北青少年公開賽、2012年香港青少年公開賽、2012年中華台北青少年公開賽、2013年波蘭青少年公開賽、2013年韓國青少年公開賽）

### 團體
- 世界錦標賽：亞軍（2016年）
- 亞洲青少年錦標賽：亞軍（2012年、2013年、2015年）

## 電影
- （2017年10月21日、東寶）─大學生 役。

## 外部連結
- 濱本由惟的X（前Twitter）